# 1526 w nauce

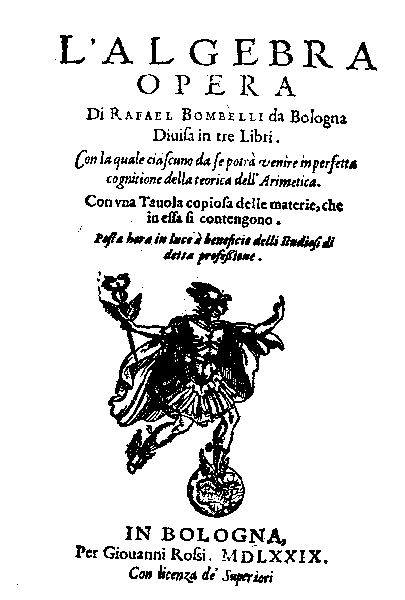
Okładka "Algebry" Rafaela Bombellego

## Urodzili się
- 20 stycznia Rafael Bombelli, włoski inżynier i matematyk[1][2].
- 19 lutego Charles de L’Écluse, francuski lekarz i botanik[3].

## Zmarli
- 6 lutego Scipione del Ferro, włoski matematyk[4].